# 川村中学校・高等学校

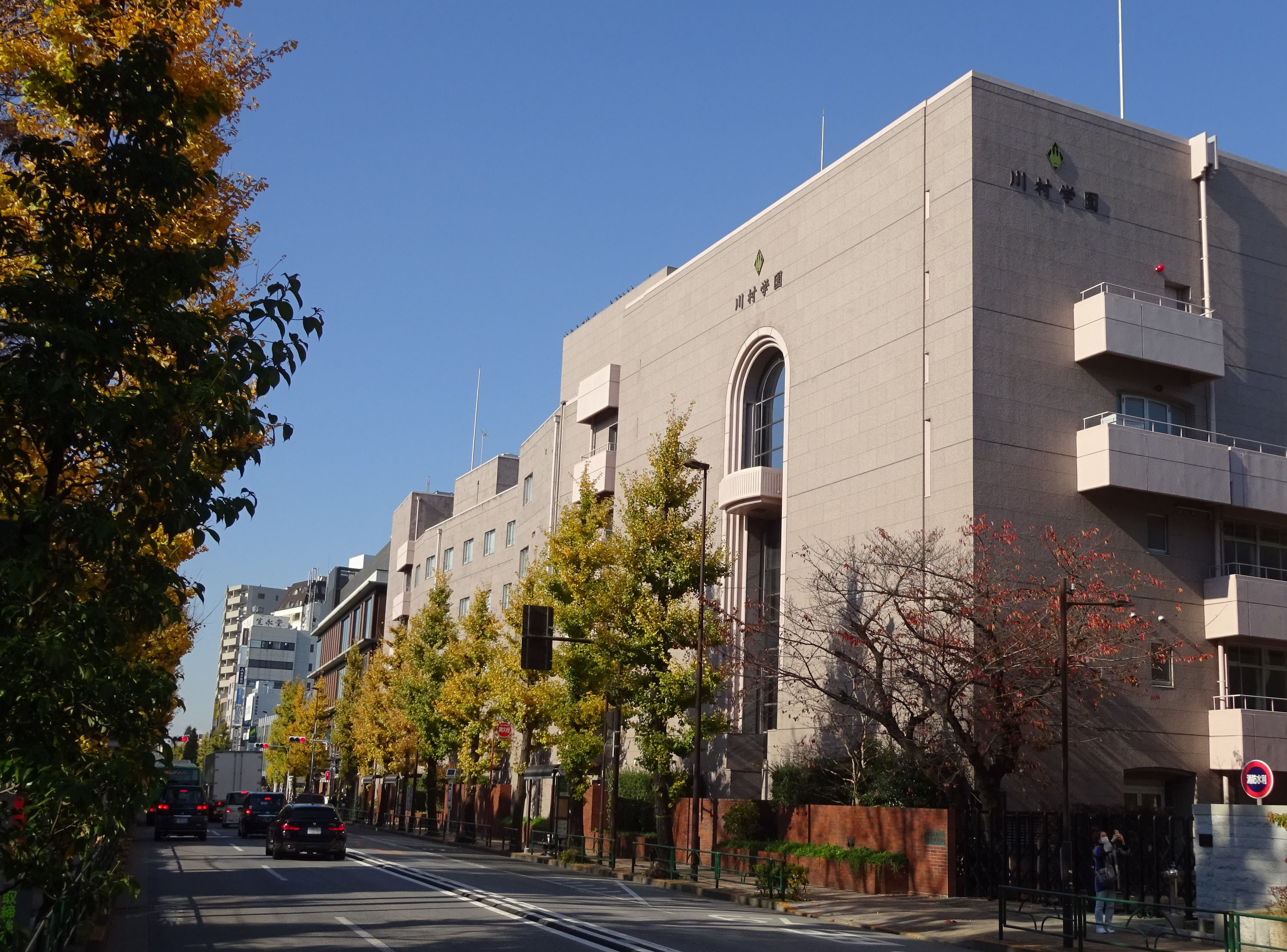
校舎（目白通り側から）

川村中学校・高等学校（かわむらちゅうがっこう・こうとうがっこう）は、東京都豊島区目白二丁目に所在し、中高一貫教育を提供する私立女子中学校・高等学校。高等学校において、中学校もしくは小学校から入学し、または幼稚園から入園した内部進学生徒と高等学校から入学した外部進学生徒が第1学年から混合してクラスを編成する併設型中高一貫校。

## 沿革
- 1924年、川村文子により川村女学院として創立。第二次大戦前後の一時期だけ男子生徒が存在した。

## 制服
制服は、上衣は中高同じデザインのセーラー服に紺のネクタイ、下衣は紺のスカートとなっている。そして、セーラーカラー、カフス、袖には、川をデザインした長さの異なる3本ラインが描かれている。この全体デザインは創立翌年の1925年に制定されて以来、ほとんど変わることなく受け継がれている。
冬服は、紺のセーラー服に、中学校は紺のジャンパースカート又はウエストスカート（つり紐付き）、高等学校は紺のウエストスカートとなっている。
夏服は、白地に紺の襟のセーラー服（長袖・半袖）に、紺のウエストスカート（中学校はつり紐付き）となっている。また盛夏服として、ブルーのワンピースも存在する。
なお、全体デザインは異なるが、3本ラインのデザインは同学園の小学校にも共通する。

## 関連学校
- 川村学園女子大学
- 川村小学校
- 川村幼稚園

## 著名な出身者
- 荒川さつき
- 小宮光江
- 川田孝子
- 峯京子
- 佐久間良子
- 雪村いづみ
- 有崎由見子
- 本阿弥周子
- 五十嵐淳子
- 海老名美どり
- 山田邦子
- 草刈民代
- 梅宮アンナ
- 岩下有希
- 曽根由希江
- 平塚奈菜
- 真下有紀
- 西島三重子
- 初姫さあや
- 瀬音リサ
- 光瀬龍
- 為岡そのみ
- ジャンボ久世
- 西井万理那[3]
- 前野曜子